# Мустафаев, Керем Нариман оглы
Керем Нариман оглы Мустафаев (азерб. Kərəm Nəriman oğlu Mustafayev; род. 1 июля 1962, Норашенский район, Нахичеванская АССР) — азербайджанский военный деятель, генерал-полковник (2020). Бывший заместитель министра обороны Азербайджанской Республики, бывший Командующий Отдельной общевойсковой армией (14 мая 2014 года — 2024 год).

## Биография
Керем Мустафаев родился 1 июля 1962 года в Шарурском районе Нахичеванской Автономной Советской Социалистической Республики.
В 1983-м году окончил Бакинское высшее общевойсковое командное училище, в 2002-м году Нахичеванский государственный университет, в 2006-м году Военную академию Вооружённых Сил Азербайджанской Республики.
С 1983 до 1992 года служил в Вооружённых силах СССР, с 1992 года служит в Вооружённых силах Азербайджанской Республики.

## Награды
За выполнение служебных обязанностей удостаивался различных орденов и медалей:
- Орден «Азербайджанское знамя» (24 июня 2003) — за особые заслуги в деле сохранения независимости и территориальной целостности Азербайджанской Республики, а также за отличия при выполнении возложенных на них обязанностей и задач[4]
- Медаль «За военные заслуги» (22 июня 2006) — за особые заслуги в защите независимости и территориальной целостности Азербайджанской Республики, отличие при выполнении своих служебных обязанностей и поставленных перед воинской частью заданий[5]
- Медаль «За Родину» (25 июня 2009) — за особые заслуги в защите и сохранении независимости, территориальной целостности Азербайджанской Республики, отличие при выполнении своего служебного долга и заданий, поставленных перед воинской частью[6]
- Орден «За службу Отечеству» 3-й степени (25 июня 2011) — за особые заслуги в защите независимости и территориальной целостности Азербайджанской Республики, отличие при исполнении своих служебных обязанностей и поставленных перед военной частью заданий[7]
- Орден «За службу Отечеству» 2-й степени (24 июня 2014) — за особые заслуги в защите и сохранении независимости, территориальной целостности Азербайджанской Республики, отличие при выполнении служебных обязанностей и поставленных перед воинской частью заданий, заслуги в области военного образования[8]